# Wilhelm Oberhaus
Wilhelm Max Oberhaus (né le 31 janvier 1901 à Herford, mort le 20 septembre 1942 au camp de concentration de Dachau) est un prêtre catholique allemand opposant au nazisme.

## Biographie
Wilhelm Oberhaus est le fils du propriétaire de l'usine Eduard Oberhaus et de sa femme Friederieke Honkamp. Le 1er avril 1933, il est ordonné prêtre dans la cathédrale Saint-Liboire de Paderborn et commence à la paroisse de Saint-Clément (de) d'Hombruch.
Wilhelm Oberhaus est arrêté en 1936 à cause de son sermon du 4 mai 1935, dans lequel il disait : « Les enfants, chers parents, vous appartiennent après Dieu ; seulement après à l'État ! » Le 7 février 1936, il est inculpé pour une infraction à l'article 2 de la loi sur la trahison (de) par le tribunal régional de Dortmund et condamné à cinq mois d'emprisonnement.
Le 6 octobre 1938, il vient à Bockwitz (aujourd'hui Lauchhammer-Mitte) en tant que vicaire de la paroisse. Au cours de la procédure judiciaire en raison d'un autre incident survenu le 13 février 1941, il est arrêté au presbytère de Bockwitz et conduit en prison en détention à Bad Liebenwerda, Torgau et Halle-sur-Saale. Il avait giflé une fille de la Bund Deutscher Mädel à cause d'une remarque insolente et est d'abord condamné à 6 mois de prison le 29 mai 1941 pour atteintes corporelles.
Après la fin de sa peine le 26 août 1941, il reste en garde à vue à l'instigation de la Gestapo de Halle-sur-Saale et est finalement transféré au camp de concentration de Dachau le 10 octobre 1941. Comme le montrent les archives du camp, sa souffrance dans le Pfarrerblock dure du jour de son admission à sa mort. Il meurt de faim et d'un phlegmon non soigné au bas de la jambe droite. Son corps est incinéré dans le crématorium du camp et les cendres envoyés à son père dans une urne.
Le père fait placer l'urne dans un cercueil en chêne. Avec la grande sympathie de nombreuses personnes de Herford, les restes du défunt sont enterrés le 24 octobre 1942 dans le cimetière de Herford avec la participation du vicaire général de Paderborn Friedrich Maria Rintelen (de). Les funérailles sont comme une réunion de protestation contre l'injustice nazie.
Wilhelm Oberhaus est l'un des 20 martyrs de la persécution par les nazis dans l'archidiocèse de Paderborn. La Conférence épiscopale allemande inclut le vicaire Wilhelm Oberhaus comme témoin de la foi dans le Martyrologe allemand du XXe siècle. La paroisse catholique Saint-Clément de Hombruch baptiste la maison paroissiale, achevée le 19 janvier 1958, en l'honneur de Wilhelm Oberhaus. Dans l'église, il y a un vitrail en son honneur, conçu par Egon Stratmann (de).